# Laredo (Spagna)
Laredo è un comune spagnolo di 12 648 abitanti situato nella comunità autonoma della Cantabria, nella comarca de la Costa Oriental.

## Geografia fisica
Laredo è una stazione balneare della Costa Cantabrica orientale situata all'imbocco meridionale della ria de Santoña a 59 km da Bilbao e 51 da Santander. È il capoluogo della comarca de la Costa Oriental e si estende su un litorale di spiagge sabbiose di oltre 5 km denominato La Salvé, sempre più urbanizzato.
Fino alla metà del XIX secolo Laredo era un piccolo borgo di pescatori che è andato via via crescendo e la cui popolazione oggi è maggiormente dedita al turismo che non alla pesca. È comunque ancora presente la piccola industria conserviera dei prodotti ittici e a completre il quadro economico vi è anche una limitata attività agricola.

## Storia
La storia di Laredo al pari di quella dell'intera Cantabria, vede la presenza dell'uomo a partire già dal Paleolitico come attestato da disegni e graffiti scoperti a partire dall'Ottocento in numerose grotte della zona.
I primi abitanti stanziali della zona furono gli Iberi cui si sovrapposero i Celti dando vita alle popolazioni cantabriche che ebbero fama di essere fiere e bellicose come testimoniato dalle difficoltà incontrate dai Romani nelle guerre cantabriche del I secolo a.C. Ai romani nel 410 succedettero i Visigoti che si stanziarono in Spagna e fondarono un regno romano-visigoto con capitale a Toledo. Questo regno fu ben presto diviso in più regni che a loro volta vennero suddivisi in ducati, uno dei quali fu quello di Cantabria.
Alla fine dell'VIII secolo nascque il regno di Castiglia che, nel X secolo inglobò la Cantabria. Il piccolo porto di Laredo vedeva crescere le attività di esportazione e importazione di merci all'ombra della vicina Santander, centro di una certa importanza già al tempo della dominazione romana con il nome di Portus Victoriae. Il commercio, già dall'epoca dei Romani riguardava principalmente le risorse minerarie di cui è ricca la Cordigliera Cantabrica, vale a dire ferro, stagno e piombo.
Nel Medioevo il Cammino di Santiago di Compostela del Nord passava anche per Laredo e questo aiutò la crescita culturale, sociale e commerciale del paese. Alla fine del X secolo Laredo era del conte Ferdinando Gonzales e Alfonso VII di Castiglia le concesse il cosiddetto Privilegio Viejo concernente il pagamento di dazi portuali.
Nel 1200 il re di Castiglia Alfonso VIII concesse il Fuero, lo statuto di città reale con diritto di giurisprudenza e alcuni privilegi quale quello di poter utilizzare per il pascolo terreni di proprietà del re. Nello stesso tempo fissò i confini del comune che si estese su 10 km di costa e di 10 km all'interno. Nel 1210 si costituì la Hermantad de cuatros villas formata dalle città di Laredo, Castro, Santander e San Vicente de la Barquera, una lega che aveva lo scopo difendersi reciprocamente e che rimase operante fino al XVIII secolo. Nel 1248 tre navi di Laredo parteciparono alla riconquista di Siviglia rompendo le catene con cui gli Arabi bloccavano alle navi l'accesso fluviale del Guadalquivir; Laredo divenne poi il porto militare della Castiglia. Nel 1254 fu costruita la cinta muraria a difesa della città e nel 1255 a ringraziamento del contributo dato alla lotta contro gli Arabi, Alfonso X assegnò a Laredo le cartas de estimacion y mercedes con le quali si elargirono delle esenzioni fiscali. Una lega analoga a quella delle cuatros villas si costituì fra i porti baschi e le due leghe nel 1296 si fusero in una sola detta Hermantad de las Marismas.
La città continuò ad ampliarsi e ad estendere i suoi commerci fin quando, nel 1346 un terribile incendio la distrusse quasi interamente mentre, solo due anni dopo, nel 1348 fu un'epidemia di peste a decimarne la popolazione.
Nel 1339 navi ed equipaggi di Laredo parteciparono alla conquista di Tarifa e nel 1375 alla presa di La Rochelle in Francia. Poi con l'unificazione della Spagna nel regno dei Re Cattolici aumentò l'importanza di Laredo, e con essa le perdite in termini di vite umane e di navi, perché insieme a quello di Santander il suo porto divenne sovente teatro delle battaglie che i sovrani spagnoli Carlo V e Filippo II sostennero contro l'Europa atlantica e l'Inghilterra.
Nel 1529 con decreto reale si stabilì che Laredo dovesse essere l'unico porto da Avilés a Bilbao abilitato per le spedizioni nelle terre americane da poco scoperte. Fu anche il porto d'imbarco o sbarco dei reali in occasione di eventi straordinari come nel 1496 quando la regina Isabella di Castiglia con la figlia Giovanna, detta poi la Loca, cioè la Pazza, s'imbarcò a Laredo per recarsi nelle Fiandre per il matrimonio di questa con l'arciduca d'Austria Filippo il Bello, unione dalla quale nacque poi l'imperatore Carlo V col quale ebbe inizio la dinastia degli Asburgo di Spagna. Nel 1501 s'imbarcò a Laredo Caterina d'Aragona, figlia dei Re Cattolici, regina d'Inghilterra e moglie di Enrico VIII che, volendo ottenere dal papa l'annullamento del matrimonio per sposare Anna Bolena, al rifiuto di Clemente VII rispose con lo scisma anglicano. Il 25 settembre del 1556 l'imperatore Carlo V giunse a Laredo a bordo della nave Espirito Santo accompagnato da una squadra di 56 imbarcazioni e, sbarcato, partì per recarsi al Monastero di Yuste dove si ritirò e morì il 21 settembre 1558.
Nel 1639 l'armata francese saccheggiò la città e l'incendiò. Saliti al trono, i Borboni effettuarono una riforma dell'ordinamento statale e Laredo fu messa a capo di un ampio territorio detto Baston de Laredo in cui il termine Baston va inteso come "Autorità".
Laredo rimase unita nel gruppo delle cuatro villas fino al XVIII secolo. Dalla metà del secolo scorso ebbe inizio la svolta turistica che fa oggi di Laredo un centro balneare. Si pensi che nel 1876 esisteva già una guida delle spiagge cittadine: la Guia de los Baňos de mar de Laredo.

## Monumenti e località degni di nota
- Iglesia Parroquial de santa Maria de la Asuncion chiesa romanico-gotica del XIII secolo.
- Iglesia de san Martin del XVII secolo.
- Iglesia de la Virgen Blanca del XVIII secolo.
- Iglesia de Santa Catalina romanica del XIII secolo.
- Iglesia de San Francisco del XVI secolo.
- Casas consistoriales del XVI secolo.
- Ayuntamiento del XVII secolo.
- Casa Zaraus del XVIII secolo.
- Casa de los Villota de Mediados del XVIII secolo.
- Casa de pelegrines di architettura popolare.
- Murallas la cinta muraria con le porte della città vecchia e un torrione.
- Fuerte de Rastriller forte posto a guardia della baia, risalente al XVI secolo.
- Palacio de Carasa del XIX secolo.
- Casa de los cuatros temporas del XIX secolo.
- Plaza del pescadocol Mercado des Abastos costruito nel 1914.

Quasi tutti questi monumenti sono entro il centro storico antico detto Puebla vieja y Arrabal' dichiarato Conjunto de interès historico artistico, una delle tre parti in cui è composta la città. Le altre due sono: la zona del Ensanche ed il Prolongamiento del este.
Agli amanti della natura può interessare la Reserva natural de las Marismas de santoňa, Noya, Joel y Victoria' a tutela delle zone umide presso la costa dette Marismas cioè acquitrini, lagune.

## Feste
Le principali feste di Laredo sono: la Batalla de flores che si tiene nell'ultimo venerdì di agosto e consiste alla sfilata per le vie della città infiorate di carri ornati di fiori con persone in costumi locali che bombardano con fiori i pedoni e gli altri carri.
La festa di Laredo y Carlos V in cui si rappresenta la venuta di Carlo V a Laredo per andare a ritirarsi in convento in Estremadura. Preceduto da una sfilata di personaggi in costume e da un torneo di cavalieri sulla spiaggia; l'attore che interpreta Carlo V sbarca col suo seguito anche questo costituito da attori professionisti in costumi dell'epoca e inizia la sfilata seguito da cittadini in costume per le vie della città parate a festa e trasformate in strade della Laredo del 1556 con artigiani che svolgono antichi mestieri e vendono i loro prodotti. Si contano oltre 300 persone fra figuranti e attori e più di ottanta sono gli artigiani. Altre feste sono quelle del Carnaval celebrata dagli scolari e studenti in maschera che partono dalle scuole e si uniscono in corteo che sfila per le vie cittadine, la fiesta di San Roque in agosto detta anche Dia de la Marmita perché vengono cucinati all'aperto in colossali pentole cibi offerti a tutti, la Fiesta de san Martin con distribuzione di caldarroste e festa notturna, la Fiesta de la Virgen del Carmen, festa dei pescatori con processione marina di barche e festa notturna.